# Diócesis de Piazza Armerina
La diócesis de Piazza Armerina (en latín: Dioecesis Platiensis y en italiano: Diocesi di Piazza Armerina) es una circunscripción eclesiástica de la Iglesia católica en Italia. Se trata de una diócesis latina, sufragánea de la arquidiócesis de Agrigento. Desde el 27 de febrero de 2014 su obispo es Rosario Gisana.

## Territorio y organización

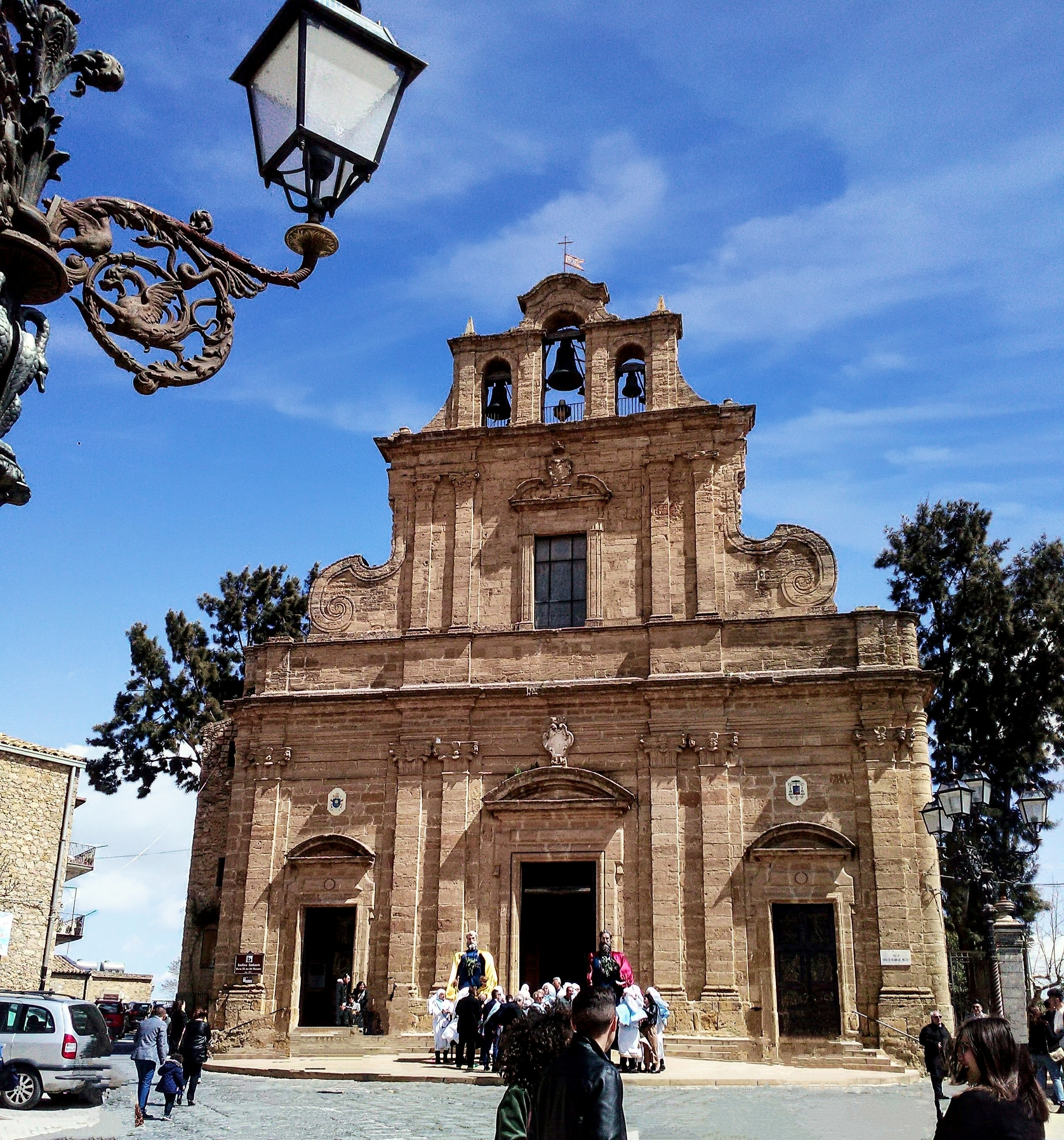
Basílica santuario de Nuestra Señora de Mazzaro, en Mazzarino

La diócesis tiene 2003 km² y extiende su jurisdicción sobre los fieles católicos de rito latino residentes en parte de la región de Sicilia, comprendiendo: 
- en el consorcio comunal libre de Enna (que en 2015 remplazó a la abolida provincia de Enna) las comunas de: Piazza Armerina, Aidone, Barrafranca, Enna (que incluye dos pequeños enclaves, uno rodeado por la diócesis de Nicosia y el otro por la de Caltanissetta), Pietraperzia, Valguarnera Caropepe y Villarosa;
- en el consorcio comunal libre de Caltanissetta (que en 2015 remplazó a la abolida provincia de Caltanissetta) las comunas de: Butera, Gela, Mazzarino, Niscemi y Riesi.

Limita al norte con las diócesis de Nicosia (que tiene un enclave rodeado por la diócesis de Piazza Armerina) y Cefalú, al este con las de Caltagirone y Ragusa, y al oeste con las de Caltanissetta y Agrigento.
La sede de la diócesis se encuentra en la ciudad de Piazza Armerina, en donde se halla la Catedral basílica de María Santísima de las Victorias. En Mazzarino se encuentra la basílica santuario de Nuestra Señora de Mazzaro.
En 2021 en la diócesis existían 75 parroquias. 

## Historia
El nacimiento de la diócesis de Piazza Armerina se inscribió en el plan de ampliación de las diócesis sicilianas para favorecer la atención pastoral de la población, decidido por el parlamento siciliano y presentado al rey Fernando III el 5 de abril de 1778. El rey, favorable al proyecto, encargó a la Diputación del Reino que estudiara la viabilidad de la operación, tras un estudio investigativo con vistas a un estudio exhaustivo de las diócesis de la isla. El proceso de fundación de nuevas diócesis fue interrumpido durante la Revolución francesa y reanudado por el Parlamento siciliano el 24 de marzo de 1802, cuando se presentó una nueva solicitud de reorganización de las diócesis sicilianas, que fue nuevamente acogida favorablemente por el rey.
En esta segunda ocasión, los ciudadanos de Piazza Armerina presentaron oficialmente al rey Fernando la solicitud de tener un obispado propio (1805), solicitud que fue rápidamente transmitida a la Santa Sede. En enero de 1807 el papa Pío VII encargó al arzobispo de Palermo, Raffaele Mormile, que examinara el proyecto de erección de la diócesis. El anuncio de la erección de la nueva sede episcopal suscitó la oposición de la curia diocesana de Catania, de cuyo territorio se iba a crear la diócesis, y de la ciudad de Enna, que en cambio quería tener para sí la sede episcopal. Mientras tanto Piazza Armerina no se quedó esperando; el senado y los nobles de la ciudad, incluso antes de que se estableciera la diócesis, prepararon la dotación anual para el obispo y votaron la cesión de los edificios para el seminario y el palacio episcopal (1808).
La diócesis fue erigida el 3 de julio de 1817 mediante la bula Pervetustam locorum del papa Pío VII y fue hecha sufragánea de la arquidiócesis de Monreale.
La nueva diócesis incluía 13 comunas desmembradas de la diócesis de Catania (hoy arquidiócesis): Piazza, Aidone, Assoro, Barrafranca, Valguarnera, Enna, San Filippo d'Agira, Mirabella Imbaccari, Raddusa, Leonforte, Nissoria, Pietraperzia y Villarosa. Tras la reorganización territorial de las diócesis sicilianas, el 20 de mayo de 1844 mediante la bula In suprema del papa Gregorio XVI, Piazza Armerina adquirió su estructura territorial actual, con la transferencia de Assoro, San Filippo d'Agira, Leonforte y Nissoria a la diócesis de Nicosia, y de Mirabella Imbaccari y Raddusa a la diócesis de Caltagirone. Al mismo tiempo se le asignaron las comunas de Butera, Gela, Mazzarino, Niscemi y Riesi, que fueron tomadas de la diócesis de Caltagirone. La diócesis se convirtió en sufragánea de la arquidiócesis de Siracusa tan pronto como fue elevada al rango de sede metropolitana.
El primer obispo nombrado fue Girolamo Aprile Benso, originario de Caltagirone, a quien se le encomendó la tarea de organizar la diócesis y fundar sus principales estructuras. Entre los obispos posteriores estuvieron: Cesare Agostino Sajeva, que fundó el actual seminario en el antiguo convento de los dominicos (1859). Después de la muerte de Sajeva en 1867, la sede vacante continuó durante mucho tiempo, también debido a los intentos del gobierno liberal de intervenir en el nombramiento de obispos, que estaba sujeto al exequatur y a la pretensión de arrebatarle a los monarcas anteriores el patronato real, es decir, gozar del derecho de presentación de obispos. Después de la fractura entre la Iglesia y el Estado con la toma de Porta Pia el 20 de septiembre de 1870, la Santa Sede se negó a ponerse de acuerdo sobre los nombramientos de obispos y entre 1871 y 1872 procedió a nominaciones unilaterales para las diócesis sicilianas. El papa Pío IX eligió a Saverio Gerbino: en 1875 aún no había recibido el exequatur y por lo tanto había recibido la orden de abandonar el palacio arzobispal. Cualquier resistencia podría haber implicado no sólo el uso de la fuerza, sino también la expulsión forzada de la diócesis y la encomienda de la diócesis a un vicario capitular. Convocó el primer sínodo diocesano en 1878 y dio un impulso cultural, disciplinar y espiritual al seminario.
Una figura destacada fue el obispo Mario Sturzo (1903-1941), hermano del fundador del Partido Popular. Hombre de «amplia cultura filosófica y profundo celo pastoral... a través de numerosas cartas pastorales y de los cuatro sínodos celebrados, dio a la diócesis una impronta pastoral de gran apertura a las cuestiones del tiempo y de consiguiente compromiso social y de formación espiritual de los laicos... A él debemos la fundación de la teoría filosófica del neosintetismo y de la revista «Rivista di autoformazione»». A Sebastiano Rosso se debe la celebración de un congreso eucarístico diocesano y la fundación, en 1976, del Instituto Superior de Ciencias Religiosas.
El 2 de diciembre de 2000, mediante la bula Ad maiori consulendum del papa Juan Pablo II, la diócesis de Piazza Armerina pasó a formar parte de la nueva provincia eclesiástica de la arquidiócesis de Agrigento.
En septiembre de 2018 el papa Francisco visitó la diócesis, durante su viaje apostólico a Sicilia.

## Estadísticas
Según el Anuario Pontificio 2022 la diócesis tenía a fines de 2021 un total de 212 450 fieles bautizados.
| Año                                                                             | Población            | Población | Población      | Sacerdotes | Sacerdotes    | Sacerdotes    | Bautizados por sacerdote | Diáconos permanentes | Religiosos | Religiosos | Parroquias |
| Año                                                                             | Bautizados católicos | Total     | % de católicos | Total      | Clero secular | Clero regular | Bautizados por sacerdote | Diáconos permanentes | Varones    | Mujeres    | Parroquias |
| ------------------------------------------------------------------------------- | -------------------- | --------- | -------------- | ---------- | ------------- | ------------- | ------------------------ | -------------------- | ---------- | ---------- | ---------- |
| 1950                                                                            | 235 000              | 236 000   | 99.6           | 177        | 138           | 39            | 1327                     |                      | 39         | 251        | 46         |
| 1970                                                                            | 242 000              | 245 013   | 98.8           | 175        | 126           | 49            | 1382                     |                      | 49         | 366        | 67         |
| 1980                                                                            | 242 800              | 245 900   | 98.7           | 167        | 125           | 42            | 1453                     |                      | 42         | 315        | 69         |
| 1990                                                                            | 241 000              | 249 000   | 96.8           | 147        | 108           | 39            | 1639                     |                      | 45         | 261        | 75         |
| 1999                                                                            | 220 000              | 226 000   | 97.3           | 135        | 99            | 36            | 1629                     | 2                    | 41         | 197        | 75         |
| 2000                                                                            | 220 000              | 226 000   | 97.3           | 127        | 92            | 35            | 1732                     | 5                    | 41         | 179        | 75         |
| 2001                                                                            | 220 000              | 226 000   | 97.3           | 130        | 94            | 36            | 1692                     | 5                    | 42         | 184        | 75         |
| 2002                                                                            | 220 000              | 226 000   | 97.3           | 131        | 95            | 36            | 1679                     | 5                    | 45         | 182        | 75         |
| 2003                                                                            | 220 000              | 227 000   | 96.9           | 135        | 99            | 36            | 1629                     | 5                    | 44         | 182        | 75         |
| 2004                                                                            | 218 000              | 224 000   | 97.3           | 129        | 91            | 38            | 1689                     | 5                    | 46         | 176        | 75         |
| 2013                                                                            | 216 000              | 224 000   | 96.4           | 136        | 102           | 34            | 1588                     | 7                    | 40         | 134        | 75         |
| 2016                                                                            | 215 000              | 222 567   | 96.6           | 137        | 99            | 38            | 1569                     | 7                    | 44         | 113        | 75         |
| 2019                                                                            | 215 000              | 222 567   | 96.6           | 133        | 99            | 34            | 1616                     | 14                   | 40         | 118        | 75         |
| 2021                                                                            | 212 450              | 219 900   | 96.6           | 129        | 97            | 32            | 1646                     | 12                   | 38         | 117        | 75         |
| Fuente: Catholic-Hierarchy, que a su vez toma los datos del Anuario Pontificio. |                      |           |                |            |               |               |                          |                      |            |            |            |

### Vida consagrada
Los institutos religiosos y las sociedades de vida apostólica femeninas presentes en la diócesis son: Clarisas Franciscanas Misioneras del Santísimo Sacramento, Hijas de Santa Ana, Hermanas Siervas de la Misericordia de Cristo Rey, Siervas Reparadoras del Sagrado Corazón de Jesús, Hermanas de Santa Ana, Hijas de la Caridad (canosianas), Hijas de la Sabiduría (monfortianas), Hijas de María Auxiliadora (salesianas), Franciscanas del Señor, Ursulinas de la Sagrada Familia, Hermanas de la Sagrada Familia de Spoleto y Hermanas Siervas de los Pobres (boconistas).
En cuanto a lo institutos y sociedades masculinos, en la diócesis, están presentes la Orden de los Hermanos Menores Capuchinos (capuchinos), la Orden de los Hermanos Menores Conventuales (franciscanos conventuales), la Orden de los Hermanos Menores (franciscanos observantes), la Orden de San Agustín (agustinos), la Orden de los Carmelitas Descalzos (carmelitas descalzos), la Pía Sociedad de San Francisco de Sales (salesianos) y los Misioneros Siervos del Hijo de Dios.
También desempeñan su labor pastoral en Piazza Armerina los institutos seculares de Auxiliares Misioneras Agustinas, Misioneras del Padre Kolbe, Hijas Reina de los Apóstoles, Hijas de Santa Ángela Merici, Misioneras del Amor Infinito, Misioneras de la Realeza de Cristo, Misioneras del Evangelio, Oblatas del Sagrado Corazón, Oblatas Apostólicas Pro Sanctitate, Hermanitas Reparadoras y las Voluntarias de Don Bosco.

## Episcopologio

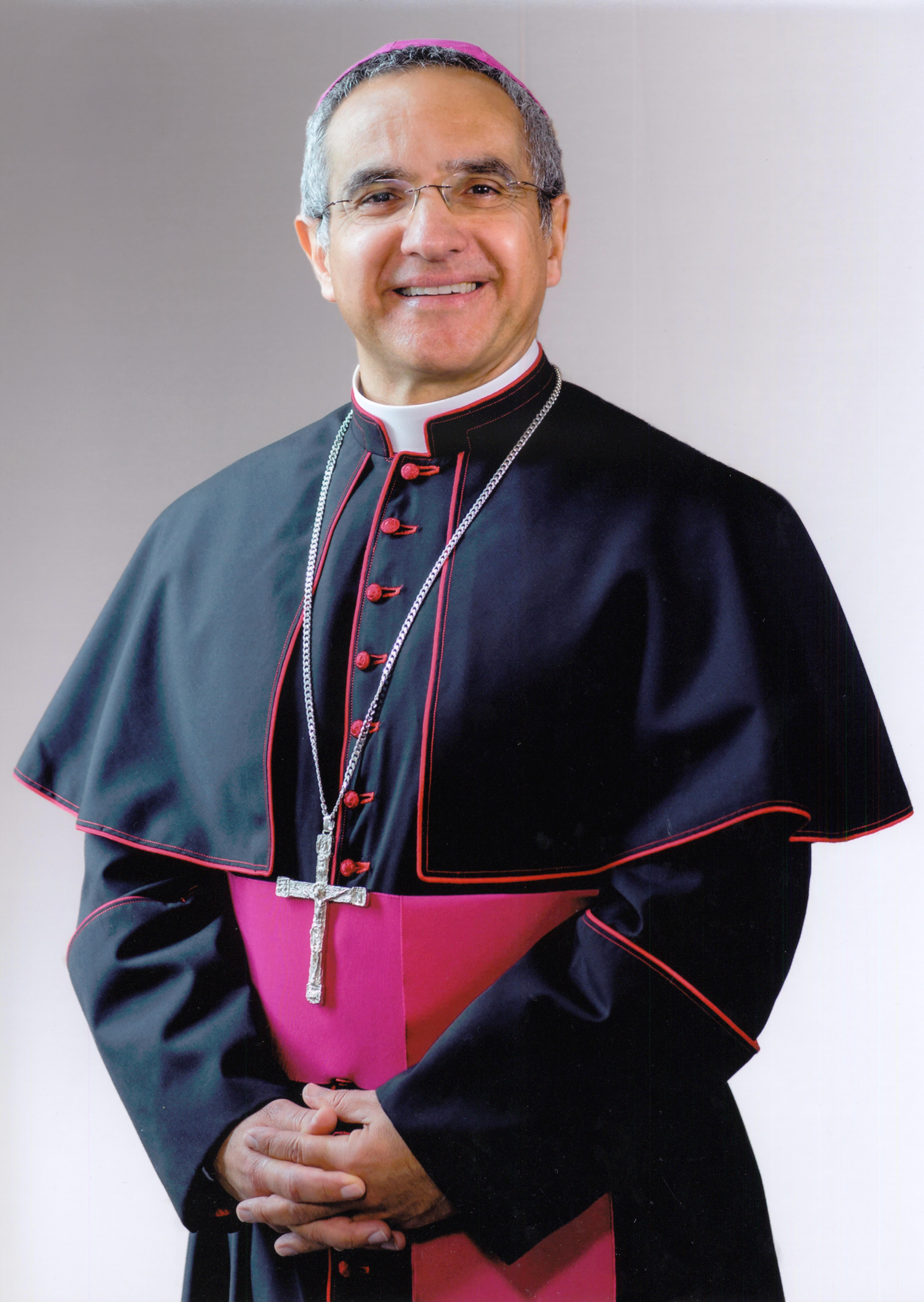
Rosario Gisana es el actual obispo de la diócesis

- Girolamo Aprile Benso † (2 de octubre de 1818-1836 falleció)[14]
- Pietro Naselli, C.O. † (15 de febrero de 1838-13 de julio de 1840 renunció[nota 1])
  - Sede vacante (1840-1844)
- Pier Francesco Brunaccini, O.S.B. † (17 de junio de 1844-24 de noviembre de 1845 nombrado arzobispo de Monreale)
- Cesare Agostino Sajeva † (19 de enero de 1846-14 de febrero de 1867 falleció)
  - Sede vacante (1867-1872)
- Saverio Gerbino † (23 de febrero de 1872-14 de marzo de 1887 nombrado obispo de Caltagirone)
- Mariano Palermo † (14 de marzo de 1887-9 de febrero de 1903 falleció)
- Mario Sturzo † (22 de junio de 1903-12 de noviembre de 1941 falleció)
- Antonino Catarella † (10 de enero de 1942-29 de octubre de 1970 retirado[nota 2])
- Sebastiano Rosso † (18 de noviembre de 1970-8 de enero de 1986 retirado)
- Vincenzo Cirrincione † (8 de enero de 1986-12 de febrero de 2002 falleció)
- Michele Pennisi (12 de abril de 2002-8 de febrero de 2013 nombrado arzobispo de Monreale)
- Rosario Gisana, desde el 27 de febrero de 2014